# قائمة الأفلام المصرية سنة 1975
هذه قائمة بالأفلام المصرية لسنة 1975 مرتبة أبجديا

## 1975
- الكرنك
- النداهة
- على من نطلق الرصاص
- زائر الفجر
- الكداب
- نغم في حياتي
- حبيبتي
- أريد حلاً
- بديعة مصابني
- حتى آخر العمر
- جفّت الدموع
- امرأتان
- الضحايا